# Double Fantasy (musikalbum)
Double Fantasy är ett musikalbum av John Lennon och Yoko Ono, släppt den 17 november 1980. Skivan innebar en återkomst för Lennon som musiker då han sedan 1975 fokuserat på sin sons Sean Lennons uppväxt, och sedan dess inte givit ut några nya skivor. Albumet fick först ett något kallsinnigt mottagande, men bara tre veckor efter utgivningen mördades Lennon och skivan rusade sedan upp på världens försäljningslistor. Skivans populäraste låt blev den inledande "(Just Like) Starting Over", men även "Woman" blev en stor hit. En remastrad version kom år 2000, med tre bonusspår. 2010 gavs en remixad dubbel-CD ut med titeln Double Fantasy Stripped Down.
Albumet kom att tilldelas en Grammy i kategorin "årets album". Det utnämndes till årets trettiosjunde bästa i tidningen Village Voice Pazz & Jop-lista.

## Låtlista
Sida A
1. "(Just Like) Starting Over" (John Lennon) - 3:57
2. "Kiss Kiss Kiss" (Yoko Ono) - 2:42
3. "Cleanup Time" (John Lennon) - 2:58
4. "Give Me Something" (Yoko Ono) - 1:35
5. "I'm Losing You" (John Lennon) - 3:58
6. "I'm Moving On" (Yoko Ono) - 2:21
7. "Beautiful Boy (Darling Boy)" (John Lennon) - 4:03 (handlar om sonen Sean)

Sida B
1. "Watching the Wheels" (John Lennon) - 3:30
2. "Yes, I'm Your Angel" (Yoko Ono) - 3:39
3. "Woman" (John Lennon) - 3:33
4. "Beautiful Boys" (Yoko Ono) - 2:54
5. "Dear Yoko" (John Lennon) - 2:35
6. "Every Man Has A Woman Who Loves Him" (Yoko Ono) - 4:03
7. "Hard Times Are Over" (Yoko Ono) - 3:18

Bonuslåtar (endast på den remastrade versionen år 2000)
1. "Help Me To Help Myself" (John Lennon)
2. "Walking On Thin Ice" (Yoko Ono)
3. "Central Park Stroll" (dialog)

## Listplaceringar
| Lista (1980-1981) | Position                |
| ----------------- | ----------------------- |
| Australien        | 1 (Kent Music Report)   |
| Finland           | 7                       |
| Island            | 1 (Vísir Vinsældalisti) |
| Japan             | 1 (Oricon)              |
| Kanada            | 1 (RPM)                 |
| Nederländerna     | 4                       |
| Norge             | 1 (VG-lista)            |
| Nya Zeeland       | 1                       |
| Storbritannien    | 1 (UK Albums Chart)     |
| Sverige           | 1 (Topplistan)          |
| USA               | 1 (Billboard 200)       |
| Västtyskland      | 2                       |
| Österrike         | 1                       |